# Camera Obscura (gruppo musicale scozzese)
I Camera Obscura sono un gruppo musicale indie pop scozzese, di Glasgow, formato nel 1996.

## Storia del gruppo
Camera Obscura venne formato nel 1996 da Tracyanne Campbell, John Henderson e Gavin Dunbar. Le prime incisioni della band furono i singoli Park and Ride e Your Sound, del 1998. Nel periodo 2000-2001 la formazione del gruppo è cambiata con l'ingresso di Lindsay Boyd e Kenny McKeeve.
Il primo album dei Camera Obscura, Biggest Bluest Hi Fi (Admoresound), venne registrato nel 2000 e pubblicato nel 2001. L'album vide il supporto di John Peel e venne prodotto da Stuart Murdoch dei Belle and Sebastian. Si posizionò in diverse classifiche di musica indipendente.
Il secondo album Underachievers Please Try Harder venne pubblicato nel 2003. Seguirono subito dopo il primo tour della band per tutto il Regno Unito e Irlanda e il primo tour negli Stati Uniti.
Il singolo Suspended From Class è stato scelto da Ol Parker per la colonna sonora del film Imagine Me & You.
Uno dei fondatori del gruppo, John Henderson lasciò i Camera Obscura subito dopo i tour.
I Camera Obscura registrarono il loro terzo album Let's Get Out of This Country nel 2005 e fu pubblicato il 6 giugno 2006. L'album, prodotto da Jari Haapalainen (The Bear Quartet), è stato anticipato dal singolo Lloyd, I'm Ready to Be Heartbroken, una sorta di risposta a Are You Ready to Be Heartbroken?, brano di Lloyd Cole and the Commotions.
Nell'aprile 2009 esce il loro quarto album dal nome My Maudlin Career. Precedentemente il gruppo aveva firmato per la 4AD. Al disco ha partecipato Björn Yttling (Peter Bjorn and John). Nello stesso periodo è stato pubblicato il 7" French Navy.
L'uscita del quinto album Desire Lines è avvenuta il 3 giugno 2013. Il disco, prodotto da Tucker Martine, è stato pubblicato dalla 4AD e vede la partecipazione di Neko Case e di Jim James dei My Morning Jacket.
L'11 ottobre 2015 Carey Lander muore in seguito ad una lunga malattia, a causa della quale la band era già in precedenza stata costretta a cancellare una serie di spettacoli in Nordamerica .

## Formazione
Attuale
- Tracyanne Campbell – voce, chitarra
- Kenny McKeeve – chitarra, mandolino, armonica, voce
- Gavin Dunbar – basso
- Lee Thomson – batteria
- Nigel Baillie – tromba, percussioni

Ex membri
- John Henderson (1996-2004) – voce, percussioni
- Richard Colburn – batteria
- David Skirving – chitarra, voce
- Carey Lander – piano, organo, voce

## Discografia
- 2001 - Biggest Bluest Hi Fi
- 2003 - Underachievers Please Try Harder
- 2006 - Let's Get Out of This Country
- 2009 - My Maudlin Career
- 2013 - Desire Lines
- 2024 - Look to the East, Look to the West